# 997 Priska
997 Priska eller 1923 NR är en asteroid i huvudbältet, som upptäcktes den 12 juli 1923 av den tyske astronomen Karl Wilhelm Reinmuth i Heidelberg.
Asteroiden har en diameter på ungefär 20 kilometer och den tillhör asteroidgruppen Adeona.